# Isabelle Garron
Isabelle Garron, née en 1968, est une poète, critique et enseignante-chercheuse à Télécom Paris ainsi qu'à l'ESPCI.

## Biographie
Isabelle Garron est l'auteur de plusieurs recueils de poésie parus chez Flammarion dans la collection Poésie : Face devant Contre en 2002, Qu'il faille en 2007 et Corps fut en 2011, tous trois conçus dans l'idée d'une trilogie, ainsi que Bras vif,  paru en 2018. 
Elle a composé avec Yves di Manno l'anthologie Un nouveau Monde : poésies en France 1960-2010, saluée par la critique et qui a obtenu, en 2018, le Prix d'Académie de l'Académie française.
Elle a collaboré à plusieurs anthologies ainsi qu’à diverses revues. Elle fut membre de 2004 à 2012 du comité de rédaction d’Action poétique. Elle a participé de 2005 à 2009 au plateau de « Peinture fraîche », programme de France Culture produit et animé par Jean Daive. 
En 2014, pour Cinq le Chœur, volume rassemblant les œuvres complètes d’Anne-Marie Albiach (1937-2012), elle a rédigé une postface intitulée « Des cercles au crayon », qui lui rend hommage et tente une lecture.
Dans d’autres champs, elle publie en 2020 chez José Corti une traduction du volume Way de la poète américaine Leslie Scalapino (1944-2010), en collaboration avec la poète et éditrice américaine Tracy Grinnell.
Ces dernières années, elle s'est engagée dans plusieurs programmes d’atelier d'écriture notamment avec la Maison des écrivains et de la littérature (Atelier Annuel du Louvre, Programme poète dans la classe, DU d'écriture créative de l'Université de Cergy), avec Le Tiers Lieu APP de Lodève (34000). 
Elle collabore depuis 2012 avec le danseur franco-kenyan Mani Mungai et compose ce qu’elle nomme « des échauffements dans la langue » et autres « exercices prononcés ».

## Publications

### Poésie
- Bras vif, Flammarion, coll. Poésie, 2018
- Corps fut : Suites & leurs variations (2006-2009), Flammarion, coll. Poésie, Mars 2011
- Qu'il faille, Flammarion, coll. Poésie, Janvier 2007
- Face devant contre, Flammarion, coll. Poésie, Janvier 2002

### Livres d'artistes
- Dessins Partagés, Rehauts 2006 avec interventions peintes de Hélène Durdilly
- Esche, livre réalisé dans l’atelier de Philippe Hélénon, 2005
- Déferlage, Éditions Les cahiers de la seine, 2002 – Gravure Philippe Hélenon
- Le Corps échéant, Éditions Les cahiers de la seine, 2000 – Gravure Philippe Hélénon

### Anthologie
- Un nouveau monde: poésies en France 1960-2010 (avec Yves di Manno), Flammarion, 2017

### Entretien
- « Aucun poème ne signifie », entretien mené par Julia Pont, Po&sie, n° 179-180, 2022, p. 65-75, <https://doi.org/10.3917/poesi.179.0065>